# Pilar (Cebu)
Pilar ist eine philippinische Stadtgemeinde in der Provinz Cebu. Sie hat 11.308 Einwohner (Zensus 1. August 2015).
Pilar liegt in der Inselgruppe der Camotes auf der Insel Ponson.

## Baranggays
Pilar ist politisch in 13 Baranggays unterteilt.
- Biasong
- Cawit
- Dapdap
- Esperanza
- Lanao
- Lower Poblacion
- Moabog
- Montserrat
- San Isidro
- San Juan
- Upper Poblacion
- Villahermosa
- Imelda

## Sprachen
Die meisten Einwohner sprechen Cebuano mit einem Akzent ähnlich dem in Bohol. Wie die meisten Philippiner sprechen die Bewohner Pilars auch Tagalog und Englisch.